# Bit (gereedschap)

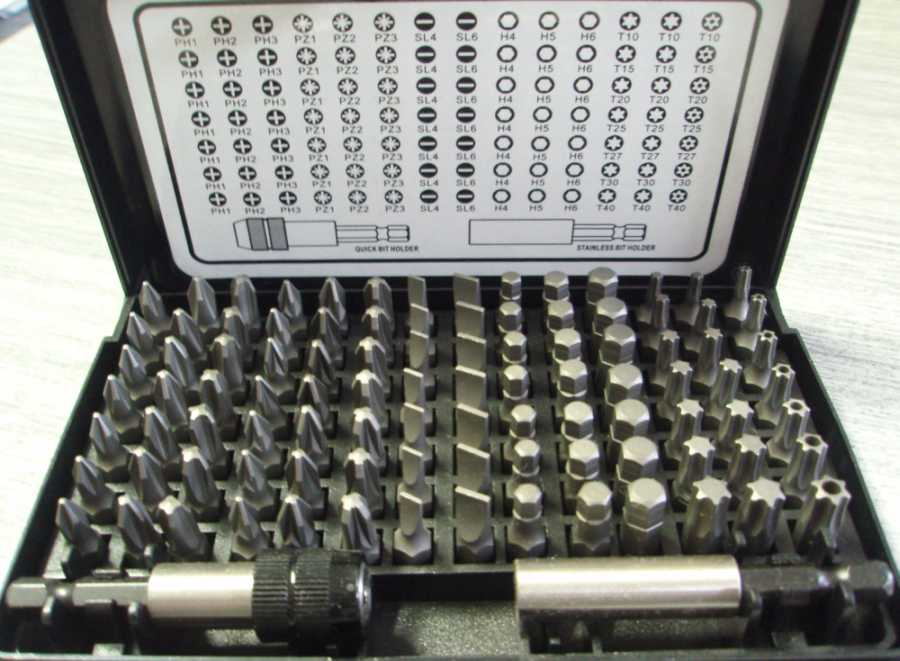
Bits in verschillende uitvoeringen en met bithouder

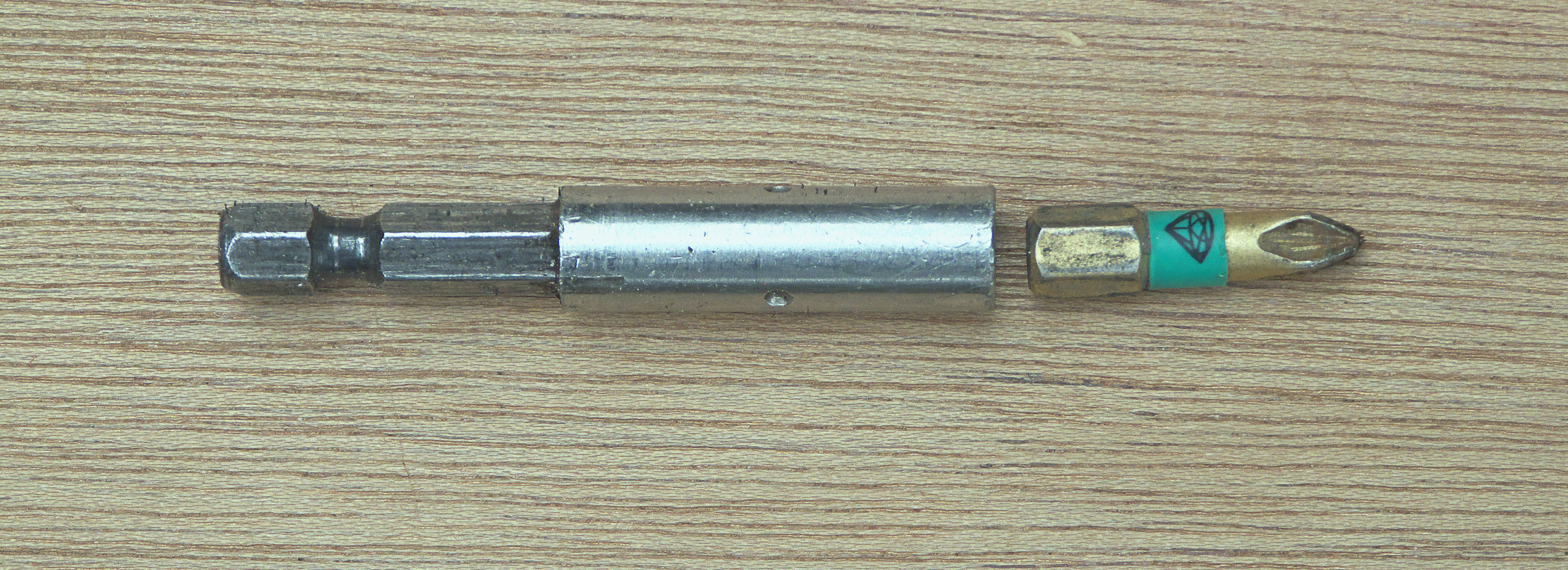
Bithouder en bit voor spaanplaatschroef

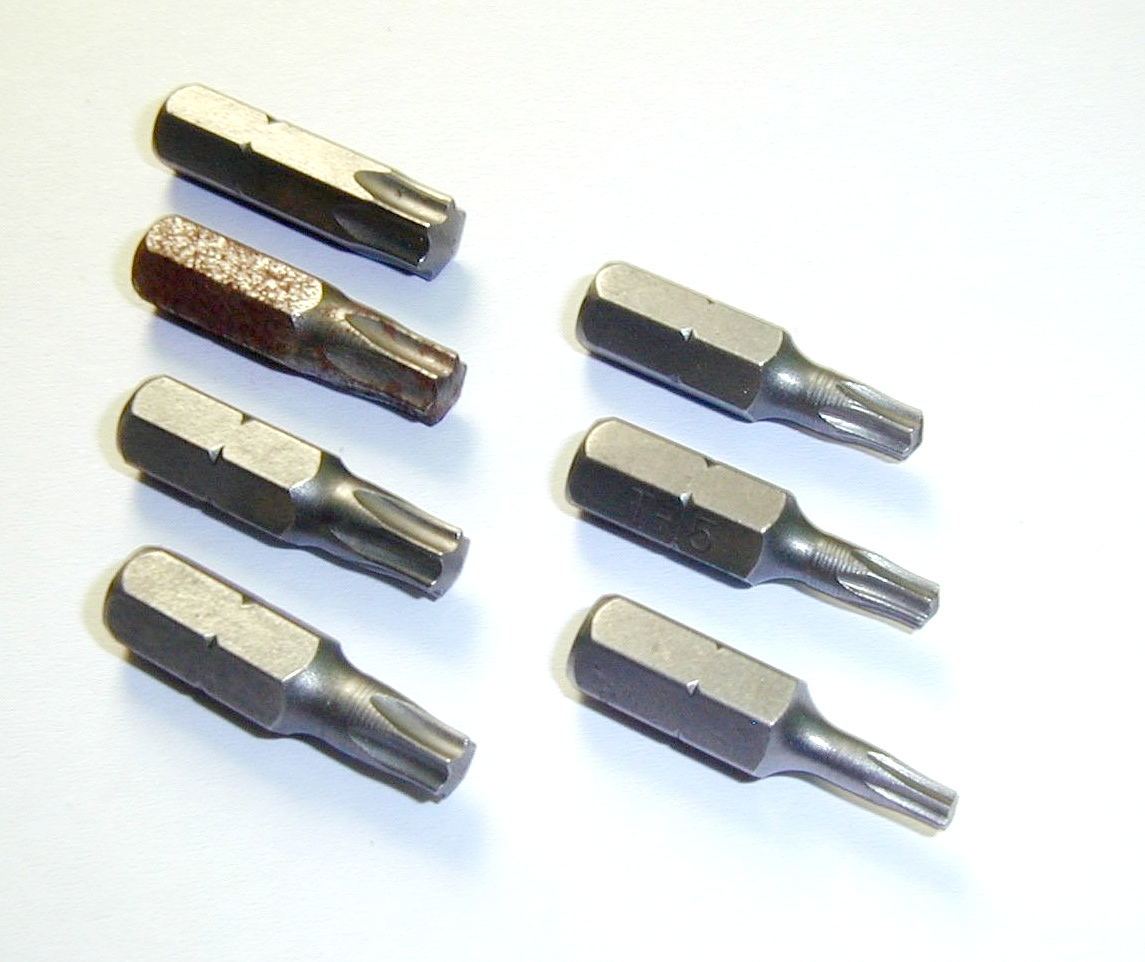
Torx-Bits

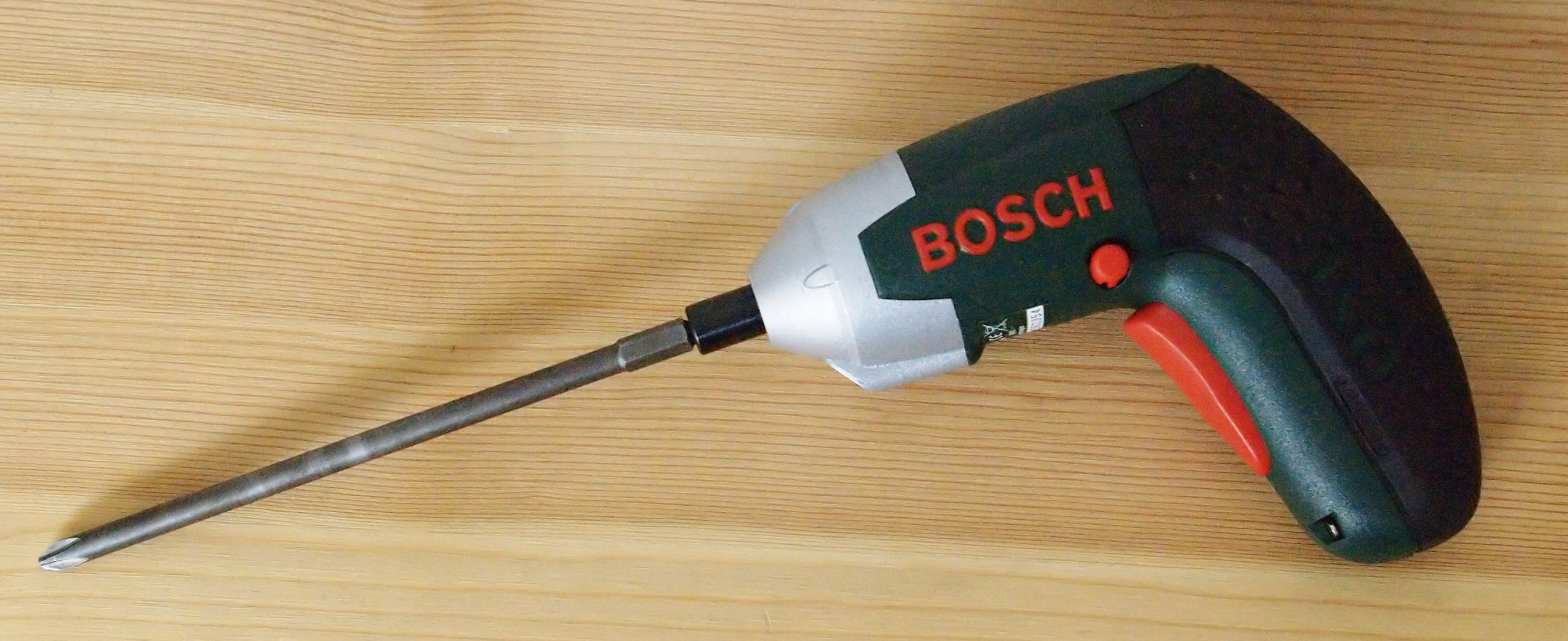
Extra lange bit in een kleine accuschroefboor

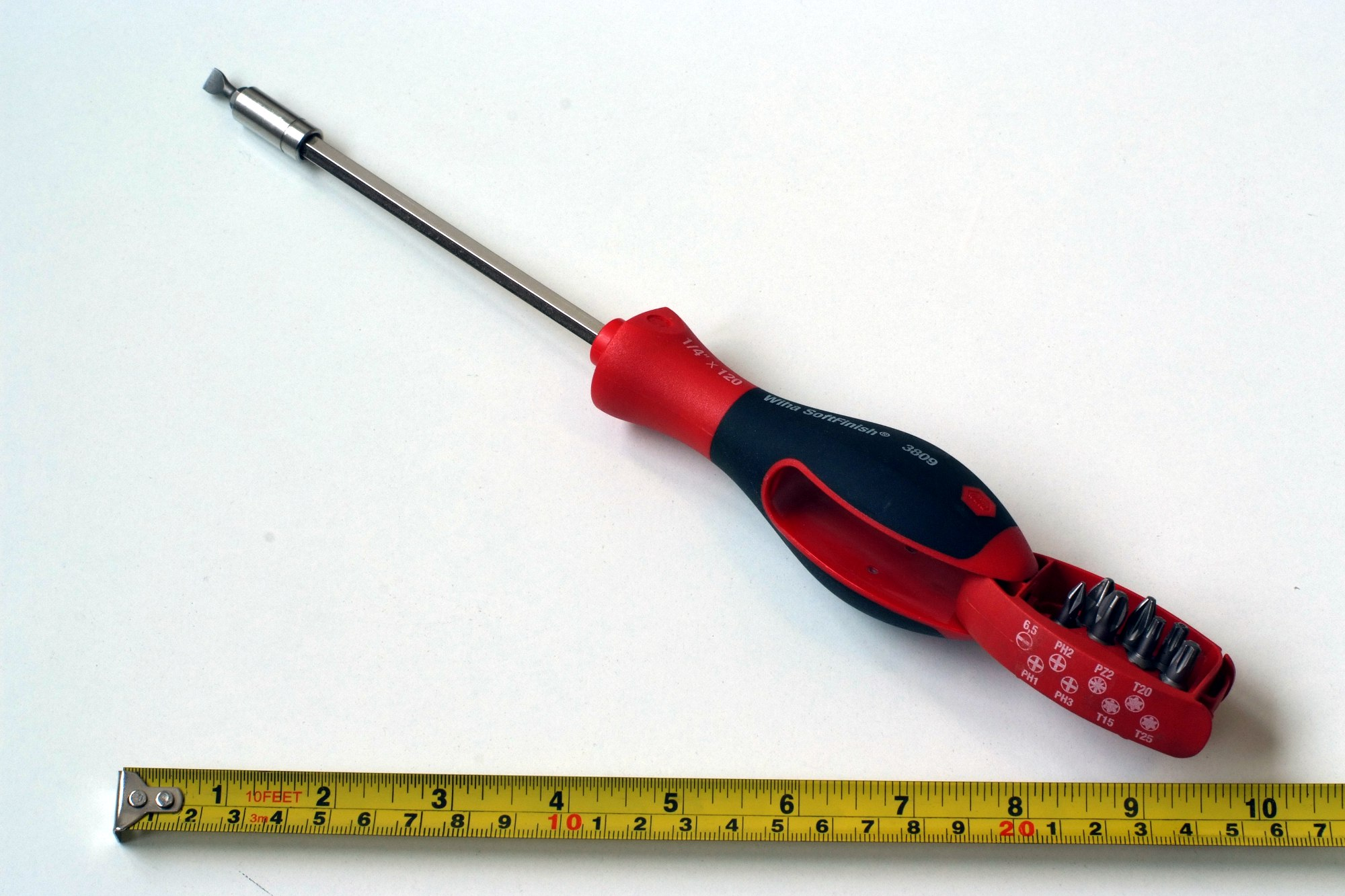
Magnetische bithouder met uitklapbare houder

Een bit is een korte, verwisselbare schroevendraaierstift met meestal een zeskante schacht voor het plaatsen in een bithouder van bijvoorbeeld een boormachine of in een met de hand aangedreven bithouder. Voor elke soort schroef bestaat er een aparte bit.

Bittypen: (a) Sleuf (b) Phillips (c) Pozidriv (d) Torx (e) Inbus (f) Vierkant: Robertson (g) Tri-Wing (h) Torq-set
(i) Spanner

De bithouder heeft een c-ringgroef of kogelgroef (DIN 3126/ISO 1173) of is magnetisch, waardoor de bit niet uit de houder kan vallen.
De gangbare bit heeft een zeskant van 1/4 inch (6,35 mm). Andere genormeerde afmetingen zijn 5/16 inch (~8 mm) of 7/16 inch (~11 mm). Daarnaast zijn er zogenaamde minibits met een zeskant van 4 mm (5/32 inch). Gemeten wordt over de afstand van twee tegenover elkaar liggende vlakken (sleutelbreedte).

## Voor- en nadelen
Voordelen ten opzichte van een schroevendraaier zijn:
- lagere prijs
- klein opbergvolume
- laag gewicht
- vrije keuze van aandrijfwerktuig
- makkelijk uitneembaar en vervangbaar

Nadelen ten opzichte van een schroevendraaier zijn:
- mogelijk te dik voor het diep verzinken van schroeven
- onhandige aandrijving voor onder andere kleine schroeven
- moeilijk aan te wenden voor het afregelen van schroeven (positie potscharnieren)

## Kwaliteit
Er zijn bij bits grote kwaliteits- en prijsverschillen. Er zijn bits van speciaal gehard staal of van chroom-vanadium. Er zijn ook bits met een titaniumnitride- (TiN-bits) of diamantlaagje. Een bit met een diamantlaagje drukt door de wrijving hechter in de schroefkop, waardoor er een grotere draaikracht kan worden uitgeoefend.